# Listă de tâlhari renumiți
Lista cuprinde tâlhari, hoți la drumul mare care au devenit renumiți prin dibăcia sau cruzimea lor. Este greu de spus în ce măsură au fost unii dintre ei haiduci sau tâlhari.

## A
- Jerry Abershawe
- John Anglin

## B
- Wenzel Babinsky
- Andreas Balzar
- Clyde Barrow
- Gaspard de Besse
- Carl Biebighäuser
- Ronald Biggs
- Juliana Blasius
- Thomas Blood[1]
- Bockreiter
- Charles E. Bolton
- Mary Brunner
- Johannes Bückler

## C
- Cartouche
- Butch Cassidy
- Arnaud de Cervole
- Carmine Crocco

## D
- Dalton-Brüder
- John Dillinger
- Die drei Räuber
- Claude Duval

## E
- Buster Edwards

## F
- Virgulino Ferreira da Silva
- Fra Diavolo

## G
- Roy Gardner
- Elisabeth Gaßner
- Johann Georg Grasel
- Große Siechenbande

## H
- Jaspar Hanebuth
- Hannikel
- Colton Harris-Moore
- Michael Heigl
- Rudolf Hennig (Raubmörder)
- Xaver Hohenleiter
- Hölzerlips
- Robin Hood
- Der Räuber Hotzenplotz
- Wilhelm Hudelmaier

## J
- Jesse James

## K
- Johannes Karasek
- Christian Andreas Käsebier
- Kassenbotenräuber
- Ned Kelly
- Bernhard Kimmel
- Matthias Klostermayr
- Mathias Kneißl
- Konstanzer Hans
- Simon Kramer

## L
- Johann David Linse
- Nikol List

## M
- Machine Gun Kelly
- Jesús Malverde
- Louis Mandrin
- Jacques Mesrine
- Frank Morris

## O
- Ondraszek

## P
- Bonnie Parker
- Julius Adolf Petersen
- Johann Peter Petri
- Grigore Pintea

## Q
- Qaraunas

## R
- Christian Reinhard
- Bruce Reynolds
- Sándor Rózsa

## S
- Will Scarlet
- Hans-Otto Scholl
- Philipp Friedrich Schütz
- Jack Sheppard
- André Stander
- Walter Stürm
- Nikola Šuhaj

## T
- Johann Trnka
- Franz Troglauer
- Lips Tullian
- Richard Turpin

## V
- Eugène François Vidocq

## W
- Carl Wallmann
- Mathias Weber

## Y
- Cole Younger